# Iglesia de Santa María la Real y Antigua de Gamonal
La iglesia de Santa María la Real y Antigua es un templo gótico del siglo XIV construido en el pueblo de Gamonal, actualmente anexionado al municipio de Burgos (Castilla y León, España).

## Origen

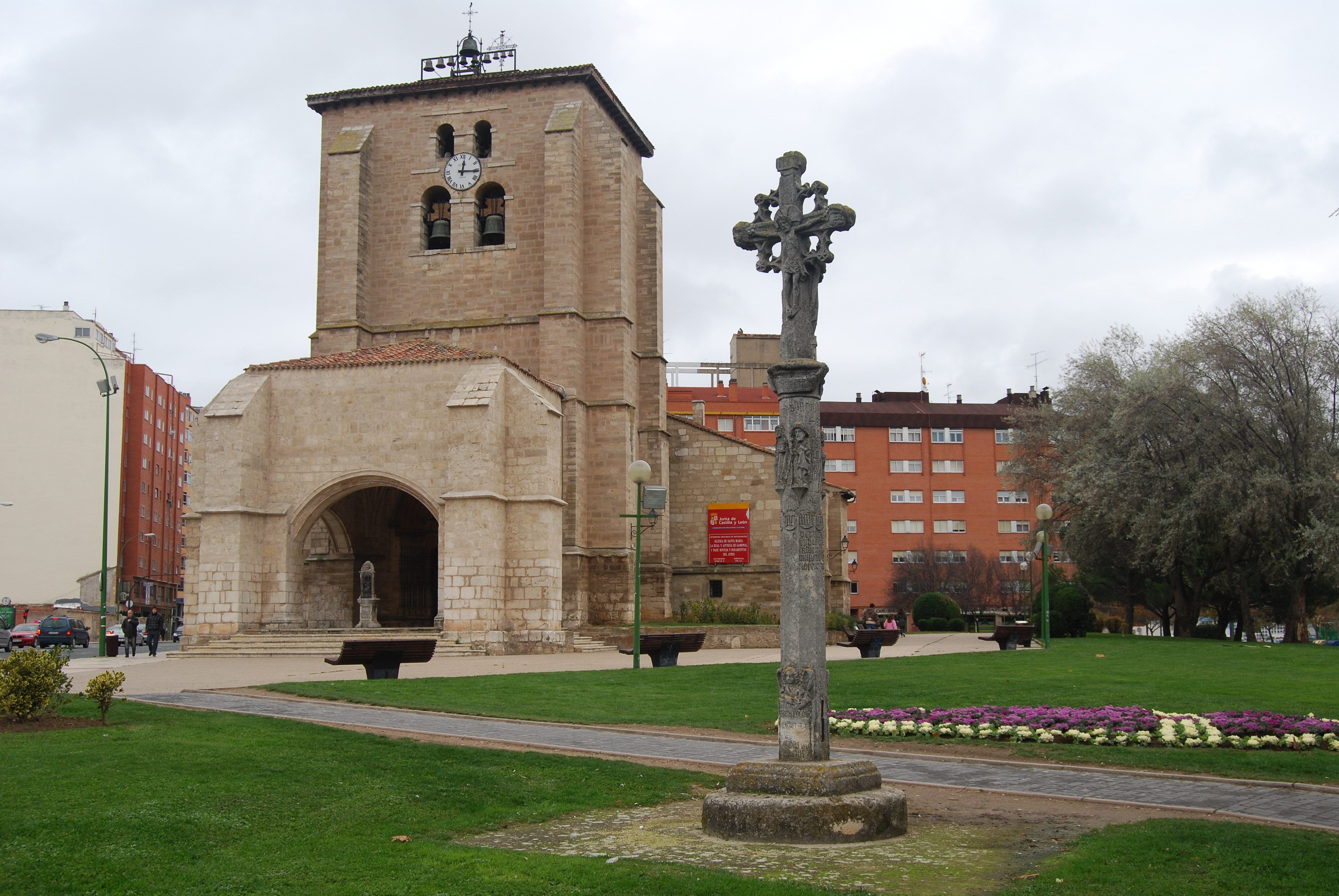
Iglesia y crucero.

Su origen, no documentado, se remonta a la misteriosa aparición de una imagen de Nuestra Señora en este solar. Los primeros testimonios datan del siglo XI, cuando el rey Alfonso VI, en 1075, traslada la sede del obispado desde la destruida ciudad Oca. De aquellos primeros tiempos no queda más que un capitel románico hallado en el relleno de las bóvedas del templo actual. En todo caso, su emplazamiento (en un cruce de caminos y paso obligado de los peregrinos a Compostela) la convirtieron en un referente.

## Características
El templo actual fue construido en el siglo XIV. Es de planta de cruz latina, de una única nave con transepto, bóvedas cuatripartitas (salvo en el presbiterio) y ligadura longitudinal (espinazo), siguiendo el modelo de la catedral de Burgos. El ábside es recto y su bóveda, sexpartita. Cuenta además con un pórtico a los pies y una poderosa torre-campanario.
La cruz de piedra del siglo XVI que presidía el cementerio anexo, hoy desaparecido, ha sido trasladada a unos jardines cercanos al pórtico. 
Entre su decoración escultórica, sobresale el calvario y la iconografía jacobea. Destaca, así mismo, la puerta mudéjar del siglo XV.

## Cómo llegar
La iglesia se encuentra en el barrio de Gamonal, Burgos.
Camino de Santiago:
- Este tramo se desdobla en dos, que entran a la ciudad, bien por la carretera de Logroño (N-120) o por la de Vitoria (N-I).
- Si vienes por la de Vitoria, una vez que hayas pasado el polígono industrial que se extiende a lo largo de la carretera, entrarás a la ciudad, y a unos 150 m la verás a tu izquierda.
- Si se viene por la de Logroño, es recomendable que, según se entra a la ciudad (una vez que se pasa por debajo la vía del tren), se tome esa primera avenida que se verá a la derecha (avenida de los Derechos Humanos) y se llegue hasta el final. Ahí se encontrará la iglesia a la derecha. El Camino de Santiago continúa hacia la izquierda.

Desde la Catedral: 
- A unos 6/7 minutos, junto a la estatua del Cid, tienes la parada de autobuses que te llevará hasta la Antigua. Un trayecto de unos 16 minutos. La parada te deja justo al lado y, para volver al centro, se toma justo enfrente. Línea 1 "Gamonal", cada 7 minutos.

## Galería

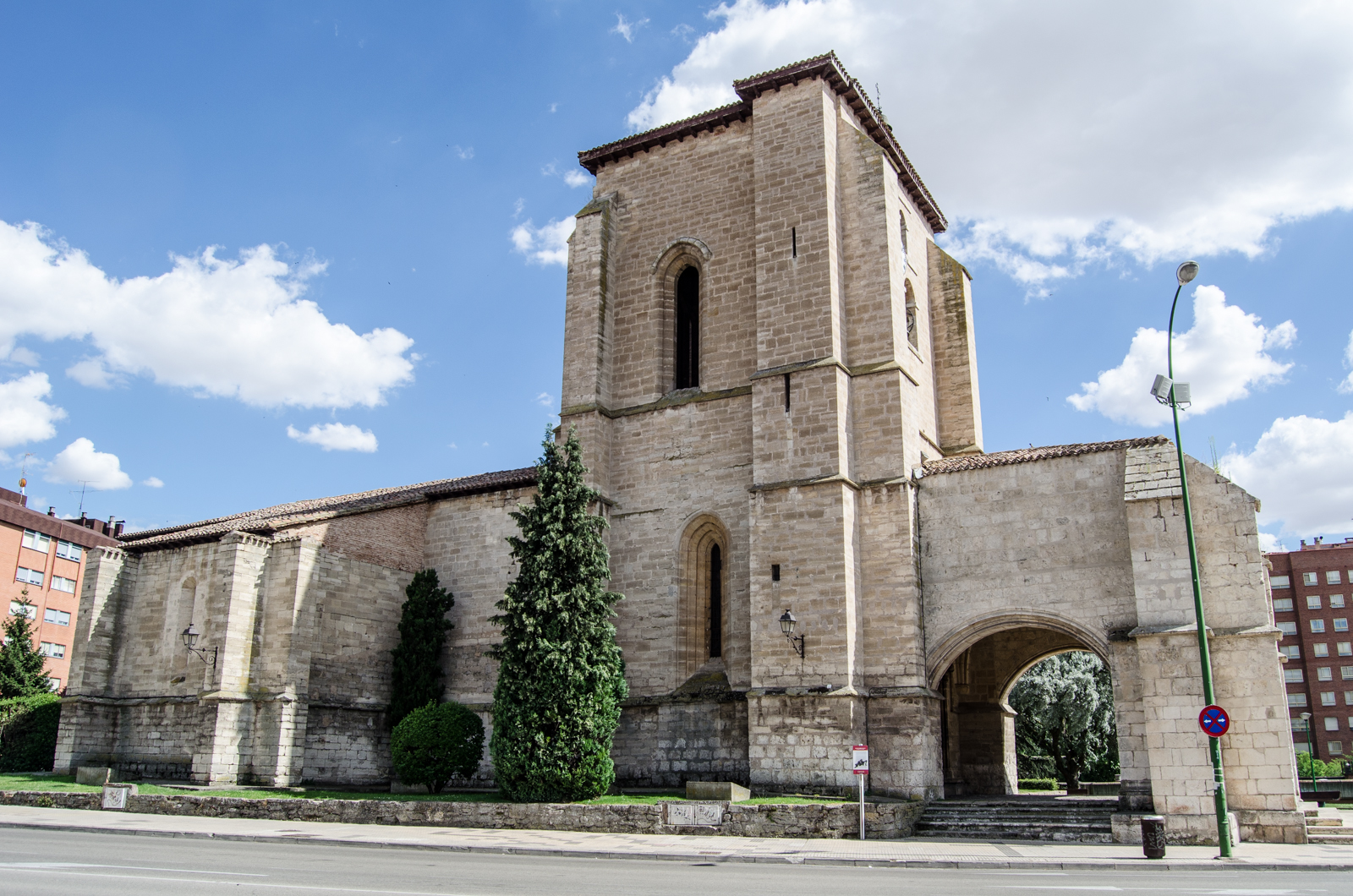
Cara norte.
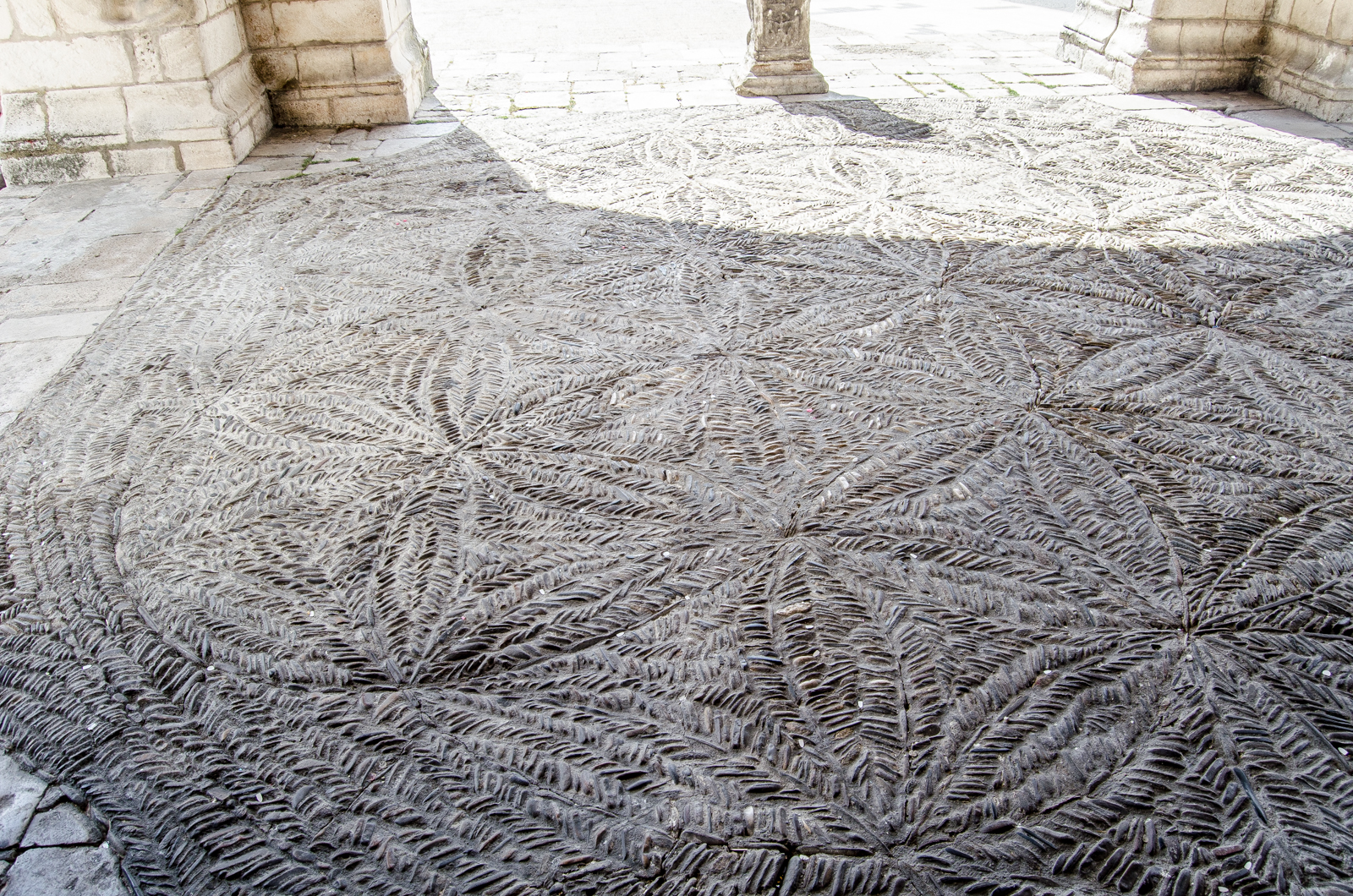
Empedrado del pórtico.
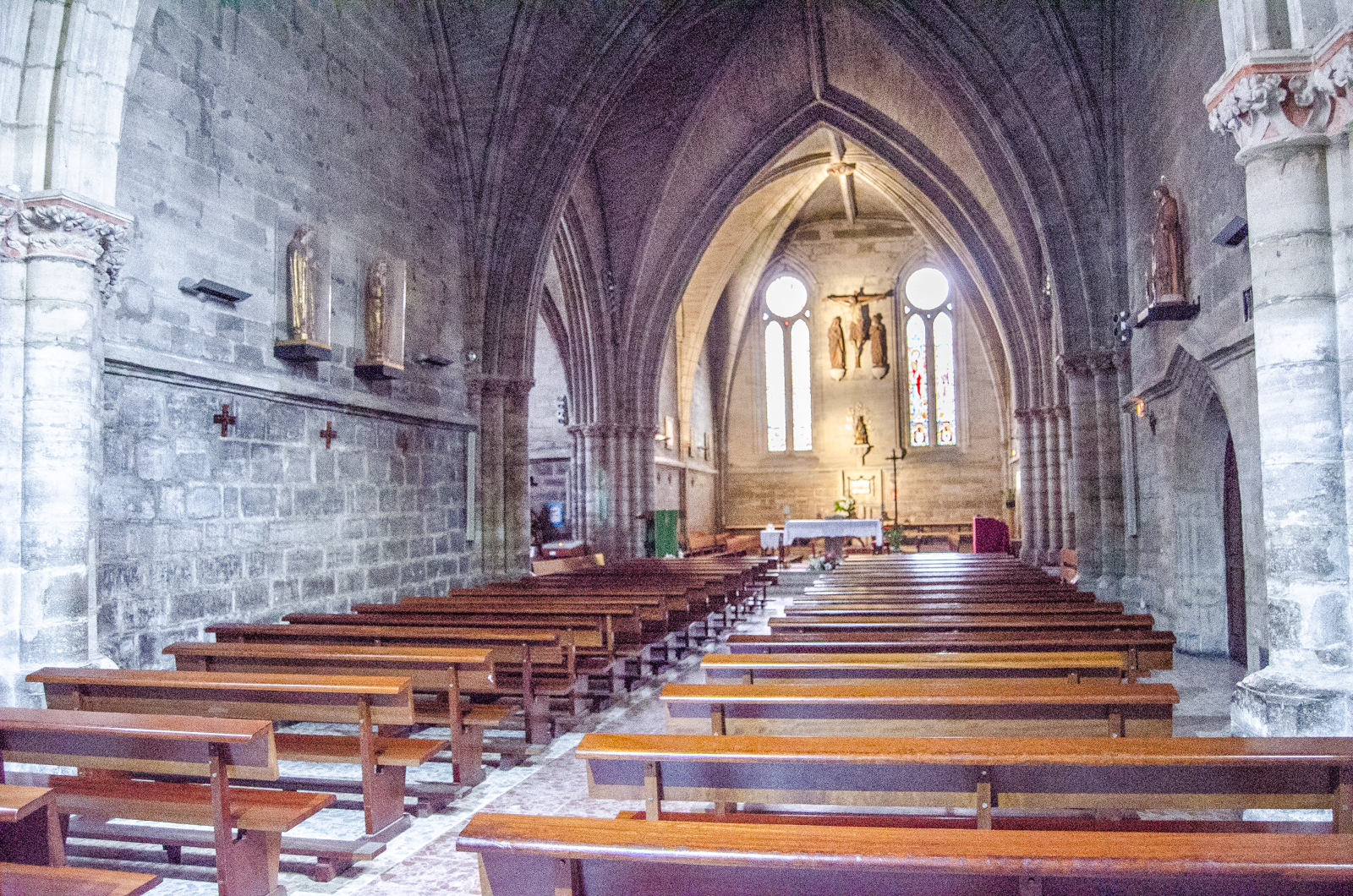
Nave central.
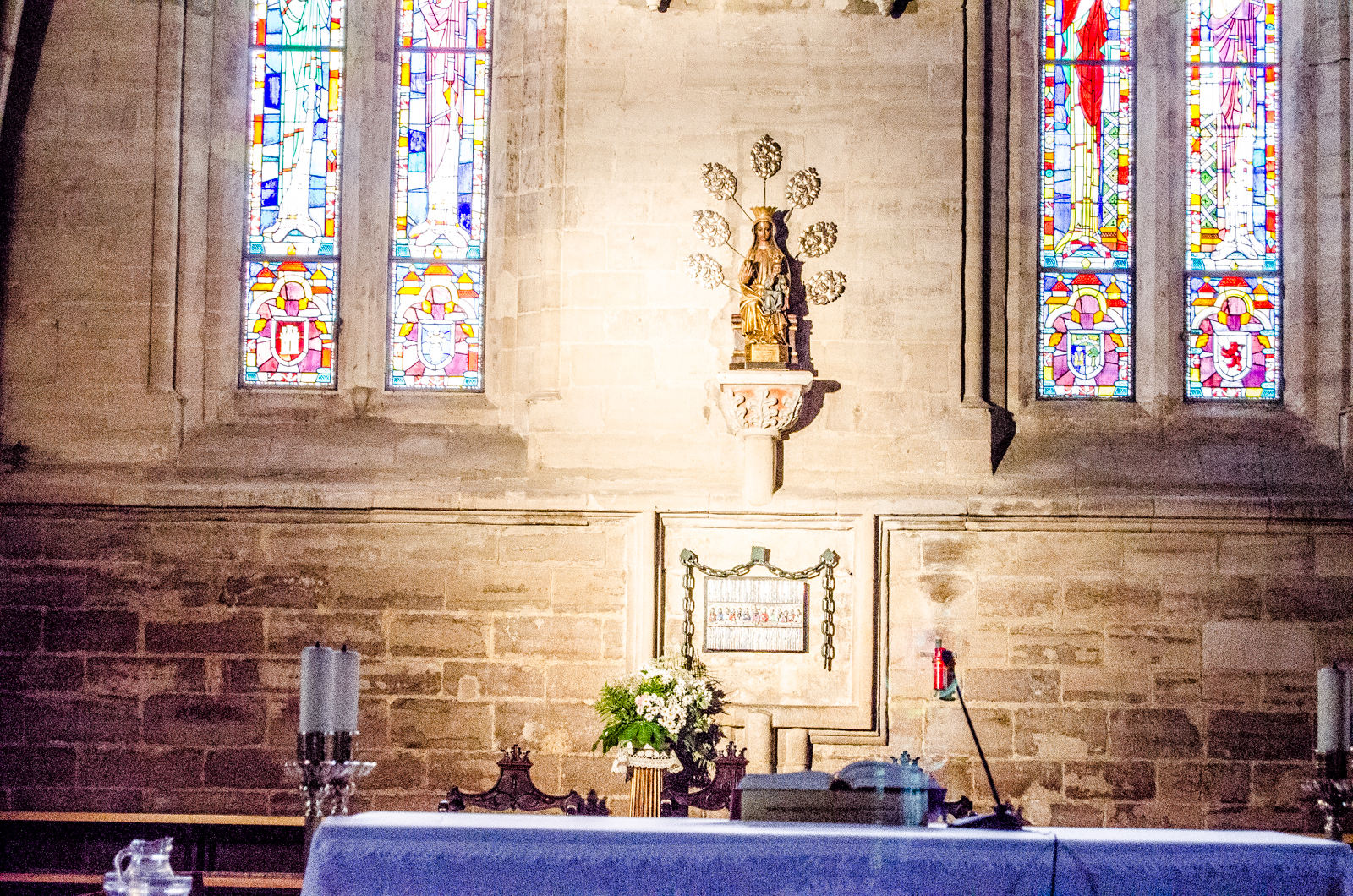
Imagen de Nuestra Señora.